# Klára Sárközy
Klára Sárközy, též Klára Sárközyová (* 12. března 1953 Farná), je slovenská lékařka a politička maďarské národnosti, po sametové revoluci československá poslankyně Sněmovny národů za Maďarské křesťanskodemokratické hnutí, na počátku 21. století poslankyně Národní rady SR za Stranu maďarské koalice.

## Biografie
V roce 1971 složila maturitu v Želiezovcích a roku 1976 vystudovala Univerzitu Komenského, kde se na Lékařské fakultě absolvovala studium stomatologie. V letech 1976-1995 působila jako obvodní zubní lékařka v Čiližské Radvani, od roku 1995 měla soukromou zubní ordinaci.
Ve volbách roku 1992 zasedla do slovenské části Sněmovny národů za Maďarské křesťanskodemokratické hnutí, které kandidovalo společně s hnutím Együttélés. Ve Federálním shromáždění setrvala do zániku Československa v prosinci 1992. V slovenských parlamentních volbách roku 1998 byla zvolena do Národní rady SR za Stranu maďarské koalice a mandát obhájila v parlamentních volbách roku 2002 a parlamentních volbách roku 2006. Bytem se uvádí v městě Veľký Meder. Od roku 2007 byla místopředsedkyní Strany maďarské koalice pro sociální a rodinnou politiku.
V krajských volbách v roce 2001 byla za SMK zvolena zastupitelkou Trnavského kraje. Ve volbách roku 2005 již nekandidovala. Kritizovala nefunkčnost krajské samosprávy v Trnavském kraji.